# Heydl-Haus

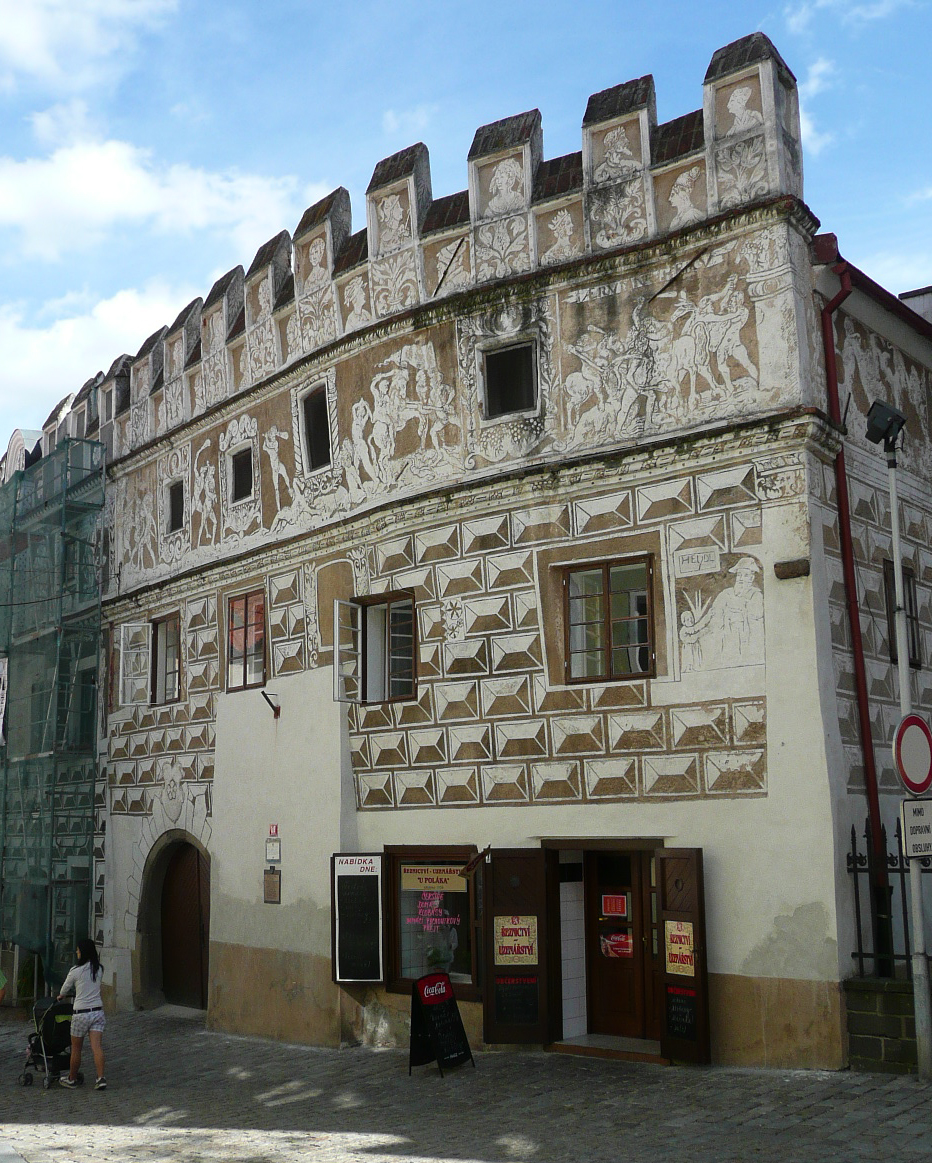
Heydl-Haus in Prachatice

Das Heydl-Haus (tschechisch Heydlův dům) in Prachatice (deutsch Prachatitz), einer Stadt in der Region Jihočeský kraj (Südböhmen) in Tschechien, ist ein im Kern gotisches Gebäude, das 1558/59 im Renaissance-Stil umgebaut wurde. Das Wohnhaus mit der Adresse Kostelní náměstí 29 ist seit 3. Mai 1958 ein geschütztes Kulturdenkmal.
Das Haus ist nach der Familie Heydl benannt, die es von 1559 bis höchstens 1620 besaß und deren Name in einem der Sgraffitos geschrieben steht. Die Sgraffiti am zweiten Obergeschoss der Fassade zeigen Herakles, wie er mit seiner Keule die Kentauren und andere Gegner bekämpft. Darüber ist eine Prozession des Bacchus zu sehen.
Am Nachbarhaus Nr. 28 ist mit Samsons Kampf mit dem Löwen eine Szene aus der Bibel abgebildet. Daneben ist eine Sgraffito mit der Inschrift

„Disteln und Dornen stechen sehr, falsche Zungen noch (viel mehr. Doch) will ich lieber in Disteln und Dornen baden als mit falschen Zungen sein beladen. 1557“

zu sehen.